# Hôtel de Lassay
El hôtel de Lassay es un hôtel particulier ubicada en la rue de l'Université, en el VII Distrito de París. Actual residencia del Presidente de la Asamblea Nacional, está contiguo al Palacio Borbón, sede de la cámara baja del Parlamento y del Hôtel du Ministère des Affaires Etrangères, sede del Ministerio de Asuntos Exteriores y Europeos.

## Histórico

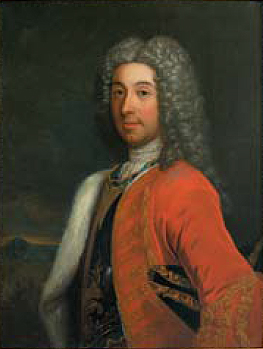
León de Madaillan de Lesparre, marqués de Lassay.

Léon de Madaillan de Lesparre, marqués de Lassay, hijo de Armand de Madaillan, marqués de Lassay, a menudo se les confunde, amigo, consejero y amante de la duquesa de Borbón, encargó en 1722 el proyecto de una mansión a un italiano llamado Giardini, que murió ese mismo año. Lo sustituyó Pierre Cailleteau, que murió en 1724, luego por Jean Aubert y Jacques V Gabriel.
Hoy se cree que Aubert fue el autor principal, así como del Palacio Borbón adyacente y el Hôtel Biron, ahora el Museo Rodin, construido para Abraham Peyrenc de Moras.
La construcción tuvo lugar entre 1726 y 1730, situado entre la rue de l'Université y el Sena, fue construido al estilo italiano, es decir, en una sola planta rematada por un tejado plano.
A la muerte de Lassay en 1750, pasó a los hijos de su sobrina que murió antes que él, Adélaïde Geneviève d'O, esposa de Louis de Brancas, 5.º duque de Villars y 2.º duque de Lauraguais, cuyo hijo, Louis Léon de Brancas, 6.º duque de Villars y 3.º duque de Lauraguais, lo vendió en 1768 a Louis-Joseph de Bourbon, príncipe de Condé, nieto de la duquesa de Borbón.
Éste desea establecerse allí después de haber dejado a su hijo, el duque de Borbón, y a su nuera, nacida Bathilde d'Orléans, los aposentos principales del palacio borbónico, que había redecorado a partir de 1764. por el arquitecto Barreau de Chefdeville, sustituido tras su muerte en 1765 por Le Carpentier. En el Hôtel de Lassay, puso a trabajar a Le Carpentier, asistido por Claude Billard de Bélisard, que permaneció solo después de la muerte de Le Carpentier en 1773, antes de ser despedido tras una disputa y reemplazado alrededor de 1780 por Jean-Francois Leroy.
En el vestíbulo, Le Carpentier modernizó hábilmente la decoración que data de la Regencia. Se construye un nuevo edificio en forma de U para albergar los apartamentos más pequeños y está decorado con un lujo refinado.
Los apartamentos donde vivió el príncipe con su amante Catalina de Brignole, princesa de Mónaco, han sido descritos por Dezallier d'Argenville, Thiéry y por la baronesa d'Oberkirch.Hôtel de Lassay

El pequeño Palacio de los Borbones, construido en 1779, está anexo al grande y lo completa; es una joya. El Príncipe de Condé lo ha convertido en el colifato más bello del mundo. Está amueblada con un cuidado delicioso, pero quizás no lo suficientemente noble para los huéspedes que contiene. Allí hay fantasías y baratijas como en casa de Mademoiselle Dervieux. Sólo el piso de Mademoiselle de Condé es de una severidad majestuosa; ha colocado allí un Cristo de Tiziano, creo; es la imagen de Dios más conmovedora que he visto jamás.Además de los palacios grande y pequeño, también está el del medio, que hace del conjunto una residencia extensa y elegante. La hermosa galería de pinturas se encuentra en el palacio central; hay una serie de cuadros que representan las batallas en las que participó el gran Condé, y muchos cuadros de caza.

La habitación más admirada es la sala de estar circular cuyo volumen y decoración eran transformables. : el techo estaba hecho de un disco removible, que un mecanismo permitía elevar hacia la parte superior de la cúpula; este movimiento liberó el óculo mientras los espejos salían del suelo para ocultar las ventanas ; en lo alto del tambor, una balaustrada circular ocultaba una orquesta que podía oírse sin ser vista. La cúpula, dividida en sectores similares a costillas de melón, fue pintada por Callet que representaba la historia de Venus.
En la galería se colocaron libros en armarios bajos que exhiben bustos, jarrones y bronces antiguos a la altura del pecho, y en la parte superior de las paredes el príncipe tiene colgados los cuadros más bellos de sus colecciones. El comedor de invierno tiene suelo estilo ruso gracias a las tuberías colocadas bajo el pavimento. Charles De Wailly, que importó mármoles antiguos de Italia, vendió al príncipe una Venus casta para hacer una contraparte de la Venus Callipyge que ya poseía. Árboles pintados sobre espejos –castaños en el comedor, lilas en la sala de billar– forman un nuevo y alegre decorado según un proceso que luego será imitado con frecuencia.

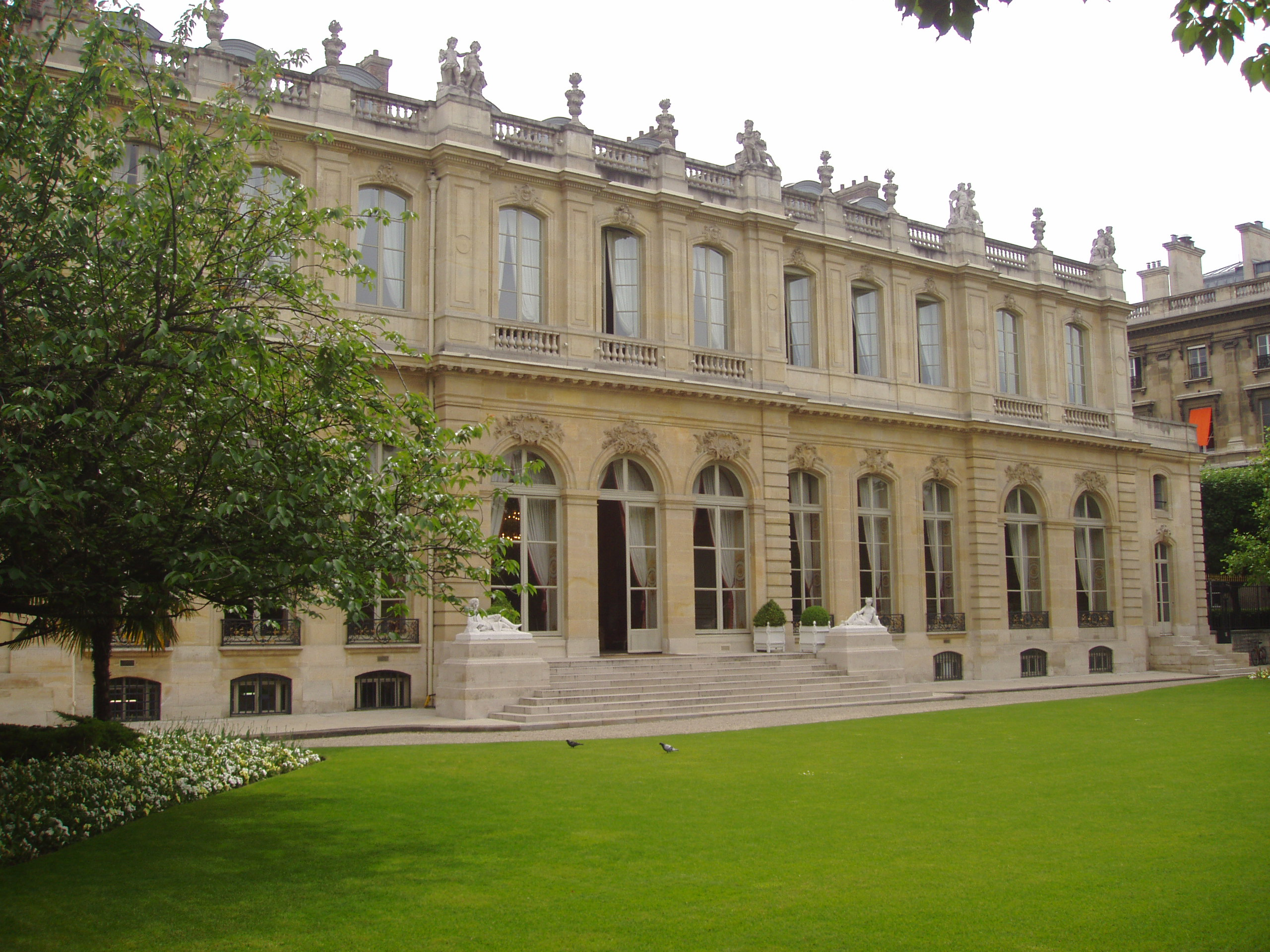
El Hôtel de Lassay en el lado del jardín.

En el jardín, se construyó un pequeño templo enrejado para albergar un grupo esculpido veinte años antes por Jean-Baptiste Pigalle para los jardines de M de Pompadour en el Château de Bellevue, Amor abrazando a la amistad.
En 1792, fue confiscado como propiedad nacional y albergó la nueva École polytechnique de 1794 a 1804. En 1815, fue devuelto a la casa de los Condé pero, tras la extinción de la familia Borbón-Condé, en 1830, el duque de Aumale, su heredero, lo alquiló y luego lo vendió al Estado, en 1843, para que sirviera de residencia al Presidente de la Cámara de Diputados.
Fue en esta época cuando se elevó un piso y se conectó por una galería con el Palacio de los Borbones.
En 1854, el Duque de Morny, nombrado Presidente del Cuerpo Legislativo, lo ocupó, viviendo un período particularmente brillante. La fiesta celebrada el 20 de marzo de 1855, honrada con la visita del emperador Napoleón III y la emperatriz Eugenia, sigue siendo famosa por su esplendor.
Entre 1870 a 1879, el edificio estuvo desocupado, teniendo el gobierno su sede en Versalles. En 1873, recibió al Shah de Persia, Nasser El-Din y en 1879, se convirtió en la residencia del Presidente de la Cámara de Diputados.

## Diseño de interiores

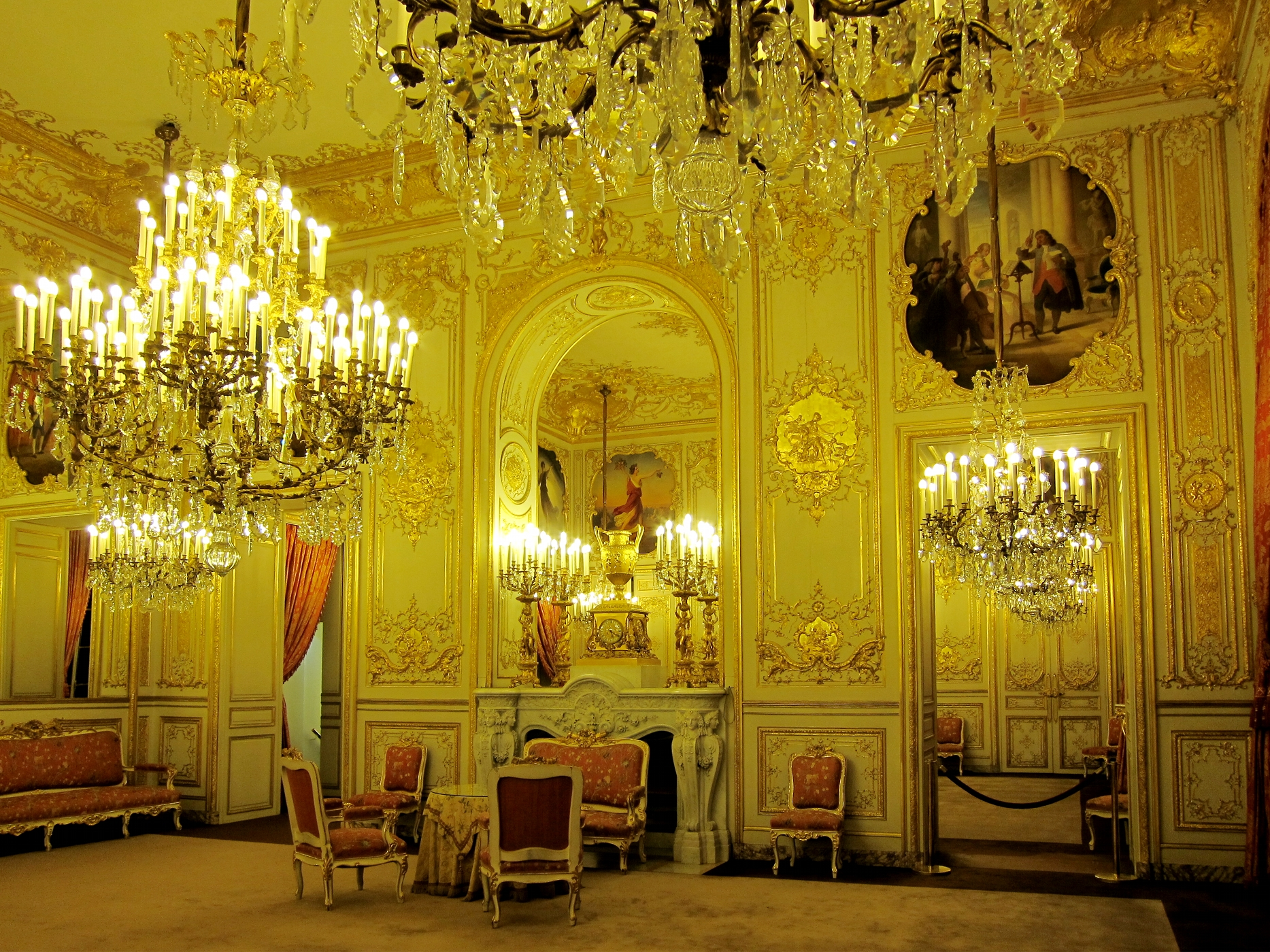
Un pequeño salón en el Hôtel de Lassay.

Los salones oficiales ahora se utilizan para recibir personalidades oficiales y delegaciones invitadas por la Asamblea Nacional.
La sala más importante es la oficina del Presidente de la Asamblea Nacional, también llamada " sala de embarque u oficina, salón diseñado por el arquitecto Jules de Joly de 1845 a 1848, porque de allí sale el presidente, según un ceremonial muy preciso que data de la Revolución (examen de los principales puntos del orden del día, anuncio de la apertura de la reunión por la campana colocada en su escritorio, salida del presidente en el gran " galería de vacaciones precedido de dos ujieres, seguido del Secretario General de la Asamblea, recibimiento del Presidente en el " Rotonda Alechinsky por el comandante del destacamento de la Guardia Republicana que le rinde los honores), para ir al hemiciclo.